# On Fire (Album)
On Fire ist das zweite Studioalbum der amerikanischen Band Galaxie 500. Es wurde 1989 auf Rough Trade veröffentlicht, nachdem es im Studio Noise NY in New York City aufgenommen wurde.
Der Produzent Mark Kramer spielt auf dem Track „Isn’t it a Pity“ Orgel, der Musiker Ralph Carney auf „Decomposing Trees“ Tenorsaxophon.

## Rezeption
Seit der Veröffentlichung des Albums war die Rezeption des Albums im Allgemeinen positiv. So wurde es auf der Liste der 100 besten Alben der 80er von Pitchfork auf Platz #16 eingestuft. Das Onlinemusikmagazin benotete das Album auch mit der seltenen Bestnote 10.0/10.0. Mark Richardson schrieb anlässlich dieser Prämierung in einer Rezension am 30. März 2010:

„Es mag wohl eintönig klingen, aber der starre Fokus von On Fire ist eine Stärke des Albums. Es fühlt sich eindringend an, das Rockalbum als Ambientalbum und es ist das definitive Slowcore-Statement.“

## Wiederveröffentlichungen
Das Album wurde 1997 von Rykodisc erneut veröffentlicht. Es wurde 1996 remastert und beinhaltete als Bonustracks das Red-Crayola-Cover Victory Garden, das New-Order-Cover Ceremony sowie dem eigenen Song Cold Night. Als weiterer Bonus wurde auch das Musikvideo für „When Will You Come Home“ (1988, Regie: Sergio Hudor) hinzugefügt.
2010 wurde das Album erneut wiederveröffentlicht. Es enthielt zusätzlich zu den Bonustracks von 1997 die Peel Sessions der Band auf einer separaten CD.

## Tracklist
Alle Lieder von Galaxie 500, sofern nicht anders vermerkt.
1. „Blue Thunder“ – 3.45
2. „Tell Me“ – 3.50
3. „Snowstorm“ – 5.10
4. „Strange“ – 3.16
5. „When Will You Come Home“ – 5.21
6. „Decomposing Trees“ – 4.05
7. „Another Day“ – 3.41
8. „Leave the Planet“ – 2.40
9. „Plastic Bird“ – 3.15
10. „Isn’t It a Pity“ – 5.10 (George Harrison)

### Bonustracks bei der Wiederveröffentlichung
1. „Victory Garden“ – 2.48 (Red Krayola)
2. „Ceremony“ – 5.55 (Joy Division)[3]
3. „Cold Night“ – 2.36